# Villamanrique
Villamanrique es una localidad y municipio español de la provincia de Ciudad Real, en la comunidad autónoma de Castilla-La Mancha. Tiene una superficie de 370 km² con una población de 1084 habitantes (INE 2023) y una densidad de 3,54 hab/km². Situado en la comarca del Campo de Montiel, cerca de los municipios de Torre de Juan Abad (7 km), Puebla del Príncipe (7 km) y Almedina (10 km por camino, 15 km por carretera). El núcleo de población más grande se encuentra a 25 km y es la localidad de Villanueva de los Infantes.

## Historia
En el siglo XIII se denominaba Bellomonte y tras su repoblación en el siglo XV pasó a llamarse Belmonte de la Sierra y posteriormente Belmontejo.
El 18 de diciembre de 1474 el Maestre de Santiago, conde de Paredes y Navas y señor de Belmontejo, Rodrigo Manrique, consigue la independencia respecto de Torre de Juan Abad convirtiéndola en villa. En gratitud, sus ciudadanos le cambiaron el nombre de Belmontejo a Villamanrique (Villa de Rodrigo Manrique).
Existen vestigios sobre la posibilidad de que exista un importante yacimiento cerca del río Guadalén, al oeste del municipio. Algunos historiadores lo han identificado con Mentesa oretana, un pueblo íbero. Al norte de la localidad y cerca del camino de Hercúleo existen restos de un campamento romano, actualmente conocido como ruinas romanas de El Gollizno. Además la Vía Augusta que iba desde Gadir (Cádiz) hasta Tarraco (Tarragona) y luego incluso pasando por los Pirineos hasta llegar a Roma cruzaba esta localidad. También hay ruinas de la época augusta en la dehesa de Sabiote, donde algunos historiadores sitúan otro pueblo prerromano, la Salaria oretana.
Los árabes también dejaron impronta en esta localidad con su castillo de Eznavejor o Torres de Xoray que fue abandonado en el año 1213, un año después de la victoria cristiana en la batalla de las Navas de Tolosa. La orden de Santiago se ocuparía de su administración y defensa en 1214. Esta orden construyó el castillo de Sant Yaque de Montizón.
A comienzos del siglo XVI la villa era un punto de paso estratégico para trasladarse por el sur de España, desde el Reino de Valencia al de Granada y Andalucía. Además de para acceder al resto de La Mancha y al Priorazgo de San Juan para Granada, actuando el pueblo como puerto.
A comienzos del siglo XVII (1617), se reconstruyó la venta nueva a manos del Comendador del Segura, duque de Feria. La Iglesia Parroquial de San Andrés Apóstol, se construyó por aquel entonces, además de casas solariegas de la calle Jerónimo Frías. La más importante sin duda la Casa de la Encomienda o "Casa Grande", de estilo renacentista y un patio típico manchego.

## Administración y política

### Listado de alcaldes desde 1979
| Nombre                            | Lista     | Fecha de posesión   | Fecha de baja       |
| --------------------------------- | --------- | ------------------- | ------------------- |
| Juan Coronado Alfaro              | PSCM-PSOE | 19 de abril de 1979 | 23 de mayo de 1983  |
| Juan Coronado Alfaro              | PSCM-PSOE | 23 de mayo de 1983  | 30 de junio de 1987 |
| Juan Coronado Alfaro              | PSCM-PSOE | 30 de junio de 1987 | 15 de junio de 1991 |
| Bienvenido Torija Campos          | PSCM-PSOE | 15 de junio de 1991 | 17 de junio de 1995 |
| Francisco Javier Alfaro Cifuentes | PP-CLM    | 17 de junio de 1995 | 3 de julio de 1999  |
| Francisco Javier Alfaro Cifuentes | PP-CLM    | 3 de julio de 1999  | 14 de junio de 2003 |
| Juan Pedro Piqueras Jiménez       | PSCM-PSOE | 14 de junio de 2003 | 16 de junio de 2007 |
| Juan Pedro Piqueras Jiménez       | PSCM-PSOE | 16 de junio de 2007 | 11 de junio de 2011 |
| Juan Pedro Piqueras Jiménez       | PSCM-PSOE | 11 de junio de 2011 | 13 de junio de 2015 |
| Francisco Jiménez González        | PP-CLM    | 13 de junio de 2015 | 15 de junio de 2019 |
| Higinia Epifania Valero Garrido   | PSCM-PSOE | 15 de junio de 2019 | 17 de junio de 2023 |
| Luis Luna Gómez                   | PSCM-PSOE | 17 de junio de 2023 | –                   |

### Composición del ayuntamiento por legislatura
1979-1983
| Lista     | N.⁰ de concejales |
| --------- | ----------------- |
| PSCM-PSOE | 6                 |
| UCD       | 5                 |
| Total     | 11                |

1983-1987
| Lista     | N.⁰ de concejales |
| --------- | ----------------- |
| PSCM-PSOE | 8                 |
| AP-PDP-UL | 3                 |
| Total     | 11                |

1987-1991
| Lista     | N.⁰ de concejales |
| --------- | ----------------- |
| PSCM-PSOE | 7                 |
| AP        | 2                 |
| CDS       | 2                 |
| Total     | 11                |

1991-1995
| Lista     | N.⁰ de concejales |
| --------- | ----------------- |
| PSCM-PSOE | 5                 |
| PP-CLM    | 3                 |
| IU-CLM    | 1                 |
| Total     | 9                 |

1995-1999
| Lista     | N.⁰ de concejales |
| --------- | ----------------- |
| PP-CLM    | 5                 |
| PSCM-PSOE | 3                 |
| IU-CLM    | 1                 |
| Total     | 9                 |

1999-2003
| Lista     | N.⁰ de concejales |
| --------- | ----------------- |
| PP-CLM    | 5                 |
| PSCM-PSOE | 4                 |
| Total     | 9                 |

2003-2007
| Lista     | N.⁰ de concejales |
| --------- | ----------------- |
| PSCM-PSOE | 5                 |
| PP-CLM    | 3                 |
| AEV       | 1                 |
| Total     | 9                 |

2007-2011
| Lista     | N.⁰ de concejales |
| --------- | ----------------- |
| PSCM-PSOE | 6                 |
| PP-CLM    | 3                 |
| Total     | 9                 |

2011-2015
| Lista     | N.⁰ de concejales |
| --------- | ----------------- |
| PSCM-PSOE | 5                 |
| PP-CLM    | 4                 |
| Total     | 9                 |

2015-2019
| Lista     | N.⁰ de concejales |
| --------- | ----------------- |
| PP-CLM    | 5                 |
| PSCM-PSOE | 4                 |
| Total     | 9                 |

2019-2023
| Lista      | N.⁰ de concejales |
| ---------- | ----------------- |
| PSCM-PSOE  | 4                 |
| PP-CLM     | 3                 |
| Ciudadanos | 2                 |
| Total      | 9                 |

2023-2027
| Lista     | N.⁰ de concejales |
| --------- | ----------------- |
| PSCM-PSOE | 5                 |
| PP-CLM    | 4                 |
| Total     | 9                 |

## Fiestas
Villamanrique es famoso por sus fiestas patronales de arcángel San Miguel (del 29 de septiembre al 3 de octubre), en especial por los encierros de vacas que transcurren por la calle de Jerónimo Frías y por la plaza de España, que se cubre con arena y se cerca con remolques, desde donde los espectadores pueden ver el espectáculo. Estos encierros datan del siglo XVIII.
Además de las fiestas de San Miguel destacan otras celebraciones como las fiestas de San Antón (17 de enero), donde se celebran luminarias por todo el pueblo para hacer tortas de pastor; San Isidro (15 de mayo), en la que se realiza una romería desde la ermita del santo, situada en lo alto de la vecina sierra (a unos 1000 metros de altitud); y San Cristóbal (10 de julio), con la bendición de automóviles y una suelta de vaquillas en la plaza de toros de la ermita. Otra celebración de menor importancia es San Marcos el (25 de abril).

## Monumentos y lugares de interés
Destacan la Iglesia de San Andrés Apóstol, empezada a construir a finales del siglo XV y acabada en el año 1607, del final del gótico y transición al renacimiento (que posee dos capillas dedicadas a Nuestra Señora de Gracia y Martín Ulloa), y el Castillo de Montizón, fortaleza estratégica durante la reconquista.
En la calle Jerónimo Frías encontramos algunas casas antiguas con blasones medievales y en la calle Cervantes se encuentra la casa de los Manrique (comendadores de la zona en tiempos de Rodrigo Manrique y su hijo, el ilustre poeta Jorge Manrique) A unos 3 km en la carretera que va a Torre de Juan Abad se encuentran las ruinas del Castillo de Eznavejor o torres de Xoray o Joray, fortaleza defensiva de gran antigüedad cantada por Francisco de Quevedo en su poema "Son las torres de Joray...". Cerca del municipio de Torre de Juan Abad se encuentra la Torre de la Higuera. Cerca de Villamanrique se encuentra también una venta que pudo ser la mencionada en la universal obra de Miguel de Cervantes, el Quijote.

## Demografía
Villamanrique cuenta con una población de 1072 habitantes (INE 2024).
| Gráfica de evolución demográfica de Villamanrique entre 1842 y 2021                                                 |
| |
| Población de derecho según los censos de población del INE Población de hecho según los censos de población del INE |